# Alessio Di Savino
Alessio Di Savino (Roma, 22 maggio 1984) è un ex pugile italiano.

## Biografia
Nato nel 1984 a Roma, gareggiava nella classe di peso dei pesi piuma (57 kg).
A 24 anni ha partecipato ai Giochi olimpici di Pechino 2008, nei pesi piuma, uscendo ai sedicesimi di finale, battuto ai punti 9-1 dallo statunitense Raynell Williams. 
Nel 2009 ha vinto la medaglia di bronzo ai Giochi del Mediterraneo di Pescara 2009, nei 57 kg, terminando dietro al turco Kerem Gürgen e al serbo Branimir Stanković.
Dopo il ritiro è diventato maestro di pugilato.

## Palmarès

### Giochi del Mediterraneo
- 1 medaglia:
  - 1 bronzo (57 kg a Pescara 2009)